# Puig Castellar (Rupit i Pruit)
El Puig Castellar és una muntanya de 1.136 metres que es troba al municipi de Rupit i Pruit, a la comarca d'Osona.